# Kämmen
Kämmen est une zone de planification de Tampere en Finlande. 
Kämmen comprend les zones statistiques: Kämmenniemi  et Viitapohja.